# نیکی یور
نیکلاس یور (انگلیسی: Nicholas Ure؛ ۴ ژوئن ۱۹۹۹) که با نام حرفه‌ای نیکی یور (انگلیسی: Nicky Youre) شناخته می‌شود، خواننده و ترانه‌سرای آمریکایی است. یور بیشتر برای تک آهنگ «سانروف»، که آن را در سال ۲۰۲۲ منتشر کرده‌است، شناخته شده‌است.

## فعالیت حرفه‌ای

### ۲۰۲۰–اکنون: ابتدای حرفه
نیکی یور در سال ۲۰۱۷ در اتاق خواب خود شروع به ساخت موسیقی کرد و اولین تک‌آهنگ خود با نام «سکس و لیموناد» را در ۴ ژوئن ۲۰۲۰ منتشر کرد. «سکس و لیموناد» با همراهی لایکی تهیه شد؛ لایکی یک تهیه‌کنندهٔ موسیقی و هنرمندی است که قبلاً آلبوم چندآهنگهٔ باهم/جدا از هم را منتشر کرده بود و دارای چندین همکاری با یور بوده‌است.
دومین تک آهنگ او با نام «سانروف»، که در دسامبر ۲۰۲۱ منتشر شد، توسط شیش مدیا به‌عنوان «یک ترانهٔ پاپ گوش‌خوار فوری» توصیف شده‌است. این ترانه با همکاری دیزی، موسیقی‌دان و تهیه‌کنندهٔ مستقر در لس آنجلس (هنرمندی که قبلاً با نام اسنوکر شناخته می‌شد) تولید شده و در جدول ۳۰ آهنگ برتر استرالیا و ۱۰۰ آهنگ داغ بیلبورد قرار گرفته‌است.
در مارس ۲۰۲۲، یور ترانهٔ «هرگز اشتباه نکن» را منتشر کرد. این تک‌آهنگ با همکاری دیوید هوگو، موسیقی‌دان اهل کالیفرنیا تهیه شده‌است.

## ترانه‌شناسی

### تک‌آهنگ‌ها
| عنوان                                                                       | سال  | بالاترین جایگاه در جدول‌ها | بالاترین جایگاه در جدول‌ها | بالاترین جایگاه در جدول‌ها | بالاترین جایگاه در جدول‌ها | بالاترین جایگاه در جدول‌ها | بالاترین جایگاه در جدول‌ها | بالاترین جایگاه در جدول‌ها | بالاترین جایگاه در جدول‌ها | بالاترین جایگاه در جدول‌ها | گواهینامه‌ها     | آلبوم                   |
| عنوان                                                                       | سال  | ایالات متحده              | استرالیا                  | کانادا                    | آلمان                     | ایرلند                    | NZ                        | سوئیس                     | بریتانیا                  | جهانی                     | گواهینامه‌ها     | آلبوم                   |
| --------------------------------------------------------------------------- | ---- | ------------------------- | ------------------------- | ------------------------- | ------------------------- | ------------------------- | ------------------------- | ------------------------- | ------------------------- | ------------------------- | --------------- | ----------------------- |
| «سکس و لیموناد» (به‌همراه لایکی)                                             | ۲۰۲۰ | —                         | —                         | —                         | —                         | —                         | —                         | —                         | —                         | —                         |                 | تک‌آهنگ‌های خارج از آلبوم |
| "سانروف" (به‌همراه دیزی)                                                     | ۲۰۲۱ | ۶                         | ۸                         | ۲                         | ۴۳                        | ۲۷                        | ۲۱                        | ۶۰                        | ۲۹                        | ۲۶                        | - ای‌آرآی‌ای: طلا | تک‌آهنگ‌های خارج از آلبوم |
| «هرگز اشتباه نکن» (به‌همراه دیوید هوگو)                                      | ۲۰۲۲ | —                         | —                         | —                         | —                         | —                         | —                         | —                         | —                         | —                         |                 | تک‌آهنگ‌های خارج از آلبوم |
| "—" نشان‌گر قطعه‌ای است که در آن منطقه در جدول قرار نگرفته یا منتشر نشده است. |      |                           |                           |                           |                           |                           |                           |                           |                           |                           |                 |                         |